# 578 Happelia
Az 578 Happelia egy a Naprendszer kisbolygói közül, amit Max Wolf fedezett fel 1905. november 1-jén.